# Neophygopoda tibialis
Neophygopoda tibialis là một loài bọ cánh cứng trong họ Cerambycidae.